# Scarlets Nakuru
El Scarlets FC fue un equipo de fútbol de Kenia que alguna vez jugó en la Liga Keniana de Fútbol, el torneo de fútbol más importante del país.

## Historia
Fue fundado en el año 1971 en la ciudad de Nakuru y era el equipo que representaba al tercer batallón de rifles de Lanet y militó en la máxima categoría entre 1977 hasta su desaparición en 1995 luego de fusionase con los equipos Waterworks FC, Silver Strickers SC, Kenya Navy SC y Spitfire FC para crear al actual Ulinzi Stars FC, equipo que representa a la Fuerza Armada de Kenia en la liga de fútbol y en los Juegos Militares.
A nivel internacional el equipo participó en 2 torneos continentales, donde su mejor participación fue en la Recopa Africana 1984, donde fue eliminado en la segunda ronda por el Villa SC de Uganda.

## Participación en competiciones de la CAF
| Temporada | Torneo                            | Ronda | Club             | Casa | Visita | Global  |
| --------- | --------------------------------- | ----- | ---------------- | ---- | ------ | ------- |
| 1984      | Recopa Africana                   | 1     | Panthères Noires | 2-0  | 0-0    | 2-0     |
| 1984      | Recopa Africana                   | 2     | Villa SC         | 0-3  | 1-2    | 1-5     |
| 1985      | Copa Africana de Clubes Campeones | 1     | Vital'O FC       | 2-1  | 0-1    | 2-2 (a) |